# Florida Cevoli
Florida Cevoli (Pise, 11 novembre 1685 - Città di Castello, 12 juin 1767) est une religieuse capucine stigmatisée reconnue bienheureuse par l'Église catholique.

## Biographie
Lucrezia Elena Cevoli nait à Pise le 11 novembre 1685, fille du comte Curzio Cevoli et la marquise Laura della Seta. En 1697, elle est confiée au pensionnat  des clarisses de San Martino de Pise pour y parfaire son éducation. En 1703, elle annonce à ses parents sa décision d'entrer au couvent des capucines de Città di Castello, ceux-ci doutent de sa vocation et les capucines elles-mêmes ne sont pas favorables à recevoir une personne de la noblesse.
Elle fait pourtant son entrée au monastère le 7 juin 1703 et reçoit le nom de Florida, elle a comme maîtresse de novice, sainte Véronique Giuliani, une mystique dont elle suit les conseils et les exemples. Après deux années de noviciat, le 10 juin 1705, Lucrezia Cevoli prononce ses vœux mais demande le privilège de poursuivre pendant trois ans les règles de noviciat pour continuer à bénéficier des enseignements de Véronique Giuliani.
Elle assume plusieurs fonctions dans le monastère (tourière, cuisinière, responsable de la pharmacie). Au chapitre de 1716, Véronique est élue abbesse et Florida est nommée vicaire. Elle est la confidente de l'abbesse ainsi que sa secrétaire, à la mort de Véronique en 1727, Florida la remplace comme supérieure jusqu'à sa mort. Le 25 mars 1733, elle aurait reçue les stigmates et bénéficié d'autres phénomènes (visions, mariage mystique, don de prophétie, etc ..), Le confesseur de la communauté lui commande de mettre par écrit ses expériences, mais à la mort du prêtre, elle fait tout pour récupérer les livres qu'elle brûle.
Florida fait introduire la cause de béatification de Véronique Giuliani et participe à faire connaître ses écrits. En 1753 elle décide de construire un monastère dans la maison natale de son ancienne supérieure à Mercatello sul Metauro.
Elle décède le 12 juin 1767, sa cause de béatification est ouvert en 1838 et en 1910 le pape Pie X reconnaît l'héroïcité de ses vertus, sa béatification sera proclamé le 16 mai 1993 par le pape Jean-Paul II.

## Sources et références
- (fr) site des capucines
- (it) santi beati